# Alburnus alburnus

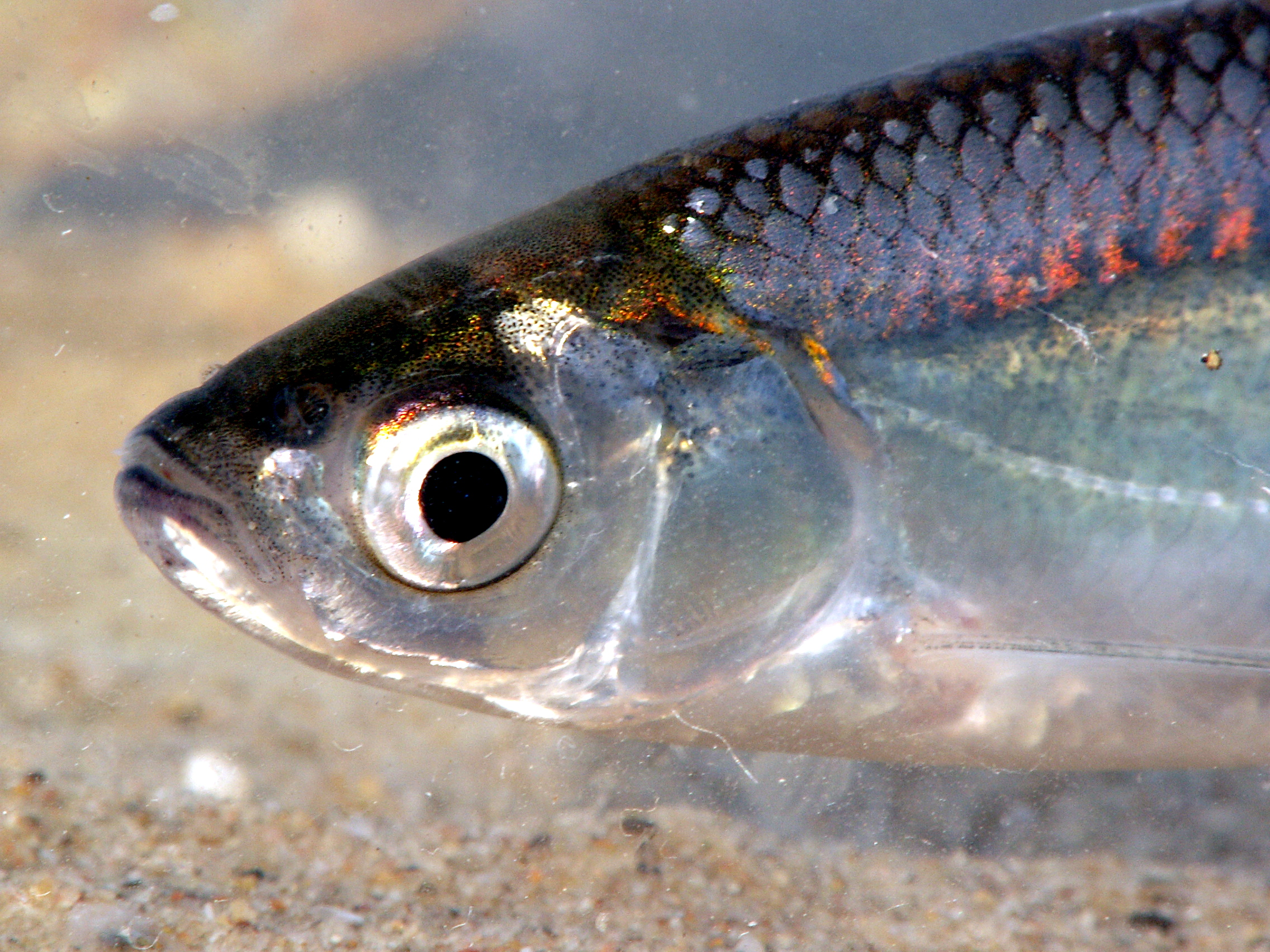
Primo piano

L'alburno (Alburnus alburnus (Linnaeus, 1758)) è un pesce osseo d'acqua dolce della famiglia Cyprinidae. 

## Distribuzione e habitat
L'alburno è diffuso in tutta la fascia europea centrale dalla Francia agli Urali mentre è assente dalla parte settentrionale della Scandinavia, dalla Scozia, l'Irlanda, l'Islanda, la penisola Iberica, l'Italia, i tributari del mar Adriatico e del mar Egeo (con l'eccezione del fiume Maritza) e la Grecia nonché dalle isole mediterranee. In Italia settentrionale e in Dalmazia è sostituita dalla specie Alburnus arborella, nell'Italia meridionale da Alburnus albidus. 
Risulta introdotto in Algeria, Spagna, Portogallo, Cipro e Italia In Italia è stato rinvenuto per la prima volta nel 2017 nelle acque libere della provincia di Ferrara e risulta avere una sporadica diffusione sia nella pianura Padana che sul versante tirrenico dell'Italia centrale sebbene la reale diffusione sia ignota vista la grande somiglianza con le specie autoctone appartenenti allo stesso genere. 
Si tratta di una specie generalista che può popolare sia i laghi che i fiumi nei tratti planiziari a corrente lenta, talvolta si spinge in acque debolmente salmastre e non si trova ad altitudini superiori a 400 metri. Nei laghi può avere abitudini pelagiche tranne che nella stagione riproduttiva.

## Descrizione
L'aspetto di questa specie è molto simile a quello dell'alborella e dell'alborella meridionale: presenta un corpo allungato e compresso ai fianchi, con occhi grandi e bocca rivolta verso l'alto. Il riconoscimento di questa specie rispetto alle due congeneri autoctone italiane si basa soprattutto sull'assenza di scaglie dalla carena ventrale posta tra le pinne ventrali e l'ano, che è inoltre piuttosto accentuata, invece sia in A. arborella che in A. albidus è molto meno vistosa e ricoperta almeno parzialmente di scaglie. Oltre a questo la sagoma generale di questo pesce è meno slanciata e più alta che nelle alborelle italiane, anche se questo carattere può non sempre essere facilmente apprezzabile stante la variabilità morfologica individuale. Infine i raggi divisi nella pinna anale sono da 17 a 20 mentre da 13 a 16 in A. arborella e da 11 a 13 in A. albidus. 
La livrea è grigio-verdastra sul dorso e argentea sui fianchi, il ventre è biancastro con riflessi argentei, la fascia scura laterale visibile nelle alborelle endemiche dell'Italia è in genere assente nel pesce vivo e assente o poco visibile ngli esemplari conservati in etanolo o formalina.
La taglia raggiunge eccezionalmente i 25 cm ma normalmente non supera i 15 cm. Il peso massimo noto è di 60 grammi.

## Biologia

### Comportamento
Gregario, vive in grandi branchi poco coesi composti da migliaia di individui nelle fasce superficiali dell'acqua. In inverno i banchi che vivono nei fiumi si riuniscono in grandi aggregazioni in zone con acqua ferma.

### Riproduzione

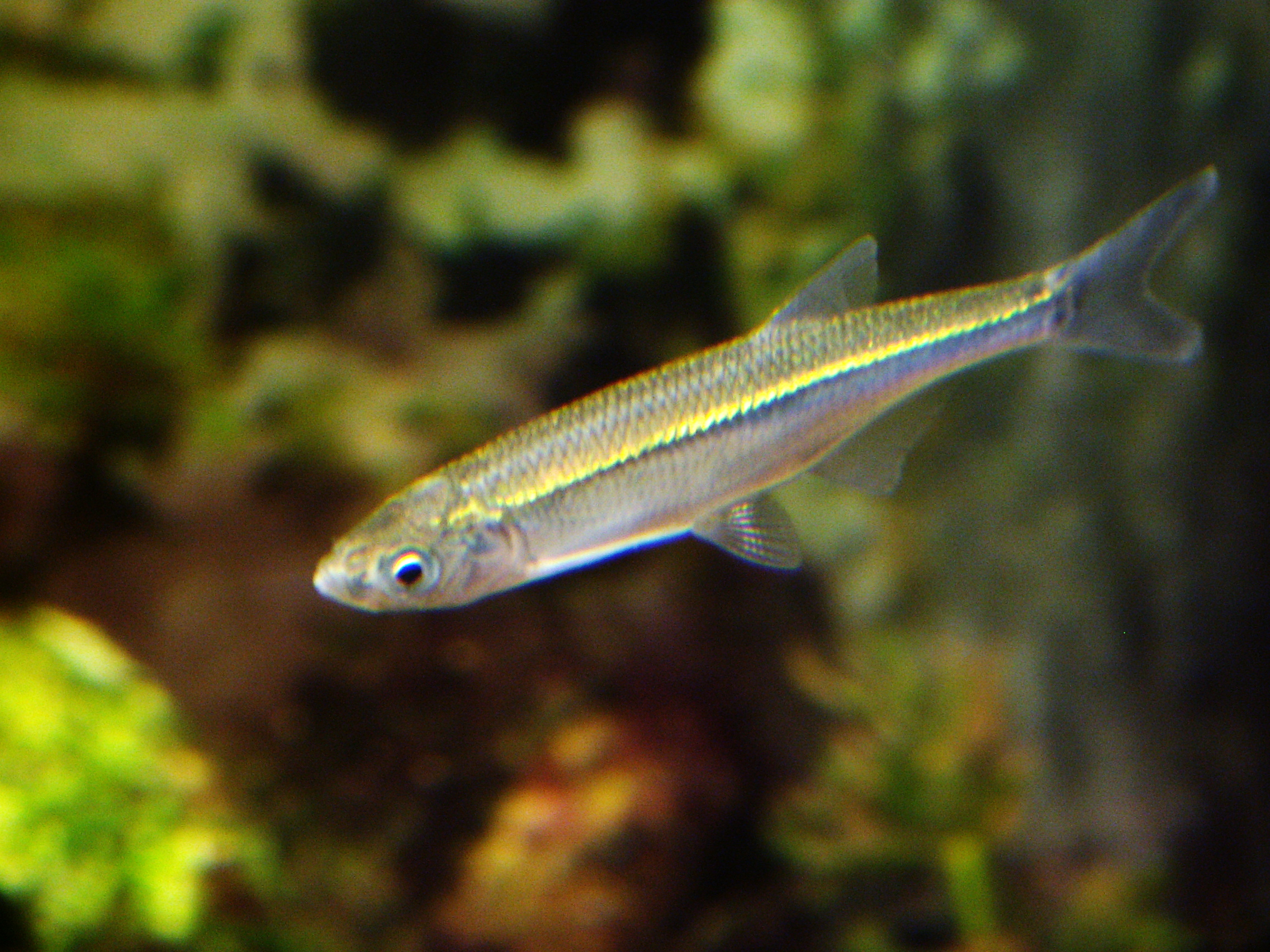
Individuo giovanile

La riproduzione avviene da maggio a luglio e talvolta agosto; in occasione della riproduzione si riuniscono centinaia di individui in zone con acqua poco profonda e fondo ghiaioso, nei fiumi in ambienti a corrente vivace, occasionalmente si può riprodurre in ambienti ricchi di vegetazione acquatica. Ogni femmina rilascia da 1000 a 10000 uova di diametro compreso tra 0,5 e 1,4 mm, che si schiudono in genere dopo una settimana circa. La maturità sessuale avviene a 2-3 anni; sembra che questa specie si riproduca non più di due volte nella vita.

### Alimentazione
Ha dieta onnivora, che varia secondo le stagioni e la disponibilità delle risorse. Si ciba di insetti e delle loro larve ma anche di zooplancton (soprattutto copepodi e cladoceri) e vegetali comprese alghe verdi e diatomee. Le popolazioni lacustri tendono ad essere quasi completamente planctofaghe.

### Predatori
Tra i predatori che si nutrono di A. alburnus vi sono: Alosa macedonica, Lota lota, Sander lucioperca e Silurus glanis.

## Pesca
La carne è ottima. L'alburno ha una notevole importanza per la pesca commerciale dei Paesi dell'Europa orientale, soprattutto in quelli dell'exUnione Sovietica, dove è comune il consumo sia da fresco che conservato. Dalle sue scaglie molto lucenti si ricavavano cristalli di guanina, chiamata anche essenza d'oriente, impiegata per la fabbricazione di perle artificiali. La pesca sportiva a questa specie è simile a quella delle alborelle italiane e avviene perlopiù con la tecnica della passata o, talvolta, con la mosca artificiale. Viene spesso usato come esca per la cattura di pesci predatori.

## Stato di conservazione
È una specie comune o abbondante in pressochè tutto l'areale ed è stata inoltre introdotta in numerose altre aree. Non sono note cause di minaccia e le popolazioni sono stabili o in incremento. Per questi motivi la lista rossa IUCN classifica questa specie come "a rischio minimo".

### Specie aliena
In alcuni paesi in cui è stata introdotta ha causato danni alle popolazioni di pesci native.

## Tassonomia

### Sinonimi
- Alburnus alborella lateristriga
- Alburnus alburnus alburnus
- Alburnus alburnus charusini dagestanicus
- Alburnus alburnus hohenackerkumbaschensis
- Alburnus alburnus macedonicus
- Alburnus alburnus strumicae
- Alburnus alburnus thessalicus
- Alburnus breviceps
- Alburnus charusini
- Alburnus fabraei
- Alburnus fracchia
- Alburnus gracilis
- Alburnus lucidus e relative sottospecie (A. l. angustior, A. l. colobocephala,, A. l. elata, A. l. elongata, A. l. ilmenensis, A. l. lacustris, A. l. latior, A. l. macropterus, A. l. oxycephala)
- Alburnus mirandella
- Alburnus scoranza
- Alburnus scoranzoides
- Alburnus striatus
- Alburnus strigio[11]